# William W. Eagles

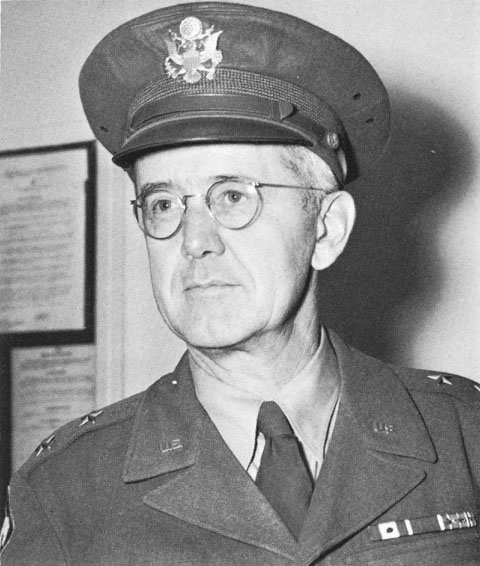
William W. Eagles (1944)

William Willis Eagles  (* 12. Januar 1895 in Albion, Noble County, Indiana; † 19. Februar 1988 in Bethesda, Montgomery County, Maryland) war ein Generalmajor der United States Army. Er war unter anderem Kommandeur der 9. Infanteriedivision.
Eagles besuchte die öffentlichen Schulen seiner Heimat, einschließlich der Albion High School. In den Jahren 1913 bis 1917 durchlief er die United States Military Academy in West Point. Nach seiner Graduation wurde er als Leutnant der Infanterie zugeteilt. In der Armee durchlief er anschließend alle Offiziersränge vom Leutnant bis zum Zwei-Sterne-General.
In seinen jüngeren Jahren absolvierte er den für Offiziere in den niederen Rangstufen üblichen Dienst in unterschiedlichen Einheiten und Standorten. Dazu gehörten auch Aufgaben als Stabsoffizier in verschiedenen Hauptquartieren. Eagles nahm nicht aktiv am Ersten Weltkrieg teil. Stattdessen diente er im 21. Infanterieregiment, das in den Vereinigten Staaten verblieb und auf einen möglichen Kriegseinsatz vorbereitet wurde, zu dem es aber nicht mehr kam. Trotzdem erhielt er die World War I Victory Medal. 
In den 1920er und 1930er Jahren setzte er seine Offizierslaufbahn fort. Dabei war er mehrfach Dozent an militärischen Schulen wie der Infantry School in Fort Benning, dem heutigen Fort Moore. Außerdem war er in Wisconsin am Ripon College in gleicher Funktion tätig. Im Jahr 1936 absolvierte er das Command and General Staff College in Fort Leavenworth in Kansas. Zwischen August 1936 und November 1940 gehörte er dem Stab der 8th Corps Area in Fort Sam Houston in Texas an. Dort war er unter anderem in den Bereichen Logistik, Bauwesen und Finanzen tätig (Officer in Charge of Supply, Construction & Budget). Am 1. Juli 1940 wurde er zum Oberstleutnant befördert.
Im November 1940 wurde er zum Stab des regulären VIII. Korps, das ebenfalls in Fort Sam Houston beheimatet war, versetzt. Dort verblieb er bis zum Mai 1942. In diese Zeit fiel der amerikanische Eintritt in den Zweiten Weltkrieg. Danach kommandierte Eagles für knapp zwei Monate das 351. Infanterieregiment, das in Camp Gruber in Oklahoma stationiert war und an umfangreichen Manövern im Vorfeld eines Kampfeinsatzes teilnahm.
Daran schloss sich eine Versetzung zum Stab der 3. Infanteriedivision an, dem er zwischen Juli 1942 und November 1943 angehörte. Die Division gehörte zu den alliierten Truppen in Nordafrika im Rahmen der Operation Torch und landete bei Fedala an. In der Folge marschierte sie nach Tunesien und nahm später an der Landung auf Sizilien teil. Danach war Eagles auch noch am Beginn des Italienfeldzugs bei der 3. Infanteriedivision. Während seiner Zeit bei dieser Division war er in mehrere Gefechte verwickelt.
Zwischen November 1943 und Dezember 1944 kommandierte Eagles die 45. Infanteriedivision. Die Division war zunächst auch in Italien eingesetzt, marschierte dann aber von Südfrankreich über die Vogesen Richtung Deutschland. Dabei wurde er durch eine Mine so schwer verwundet, dass er sein Kommando an Robert T. Frederick abgeben musste. Es folgte eine längere Zeit im Krankenstand zur Erholung von seinen Verletzungen.
Am 30. Juni 1945 erhielt er das Kommando über das Infantry Replacement Training Center im damaligen Camp Hood, dem späteren Fort Hood und heutigem Fort Cavazos in Texas. Diesen Posten hatte er bis zum 12. Januar 1946 inne. Nach einer zwischenzeitlich anderen Verwendung als Leiter des Interview Boards im Regular Army Integration Program und als Stabsoffizier bei der 1. Armee wurde William Eagles mit dem Kommando über die 9. Infanteriedivision betraut, das er zwischen Juli 1947 und April 1948 bekleidete. Diese Division war am 15. Juli 1947 in Fort Dix in New Jersey gerade reaktiviert worden, nachdem sie sechs Monate zuvor deaktiviert worden war. Während seiner Zeit als Divisionskommandeur der 9. Division kommandierte Eagles gleichzeitig den Militärstützpunkt Fort Dix.
Anschließend wurde er auf die Ryūkyū-Inseln in Japan versetzt, wo er in den Jahren 1948 und 1949 die dortigen amerikanischen Bodentruppen kommandierte. Nach einer zweijährigen Zeit bei der Personalverwaltung des Heeres (Member of Army Personnel Board) wurde er nach Europa versetzt, wo er zwischen Juli 1951 und Februar 1952 Generalinspekteur des damaligen US European Commands war. Danach gehörte er bis Mitte Dezember 1952 als Director of Military Posts Division dem Stab der US Army Europe an. Im Jahr 1953 ging er in den Ruhestand.
William Eagles verbrachte seinen Lebensabend in Washington, D.C. Der mit Dorothy Van Slyck (1897–1997) verheiratete Offizier starb am 19. Februar 1988 in einem Krankenhaus in Bethesda in Maryland und wurde auf dem amerikanischen Nationalfriedhof Arlington beigesetzt.

## Orden und Auszeichnungen
William Eagles erhielt im Lauf seiner militärischen Laufbahn unter anderem folgende Auszeichnungen:
- Army Distinguished Service Medal
- Bronze Star Medal
- Purple Heart
- World War I Victory Medal
- American Defense Service Medal
- American Campaign Medal
- European-African-Middle Eastern Campaign Medal
- World War II Victory Medal
- Army of Occupation Medal
- National Defense Service Medal
- Orden der Heiligen Mauritius und Lazarus (Italien)
- Tapferkeitsmedaille (Italien)
- Orden der Ehrenlegion (Frankreich)
- Kriegskreuz (Frankreich)